# Caffè verde
Il caffè verde è una bevanda preparata utilizzando semi di caffè non torrefatti.

## Preparazione
I chicchi una volta giunti maturazione vengono privati della buccia e della polpa e, a differenza della produzione normale, non vengono torrefatti.
Questi, a differenza dei chicchi torrefatti che sono di un colore che va dal bruno scuro al nero, sono invece di una tonalità di verde, da cui il nome, tuttavia, non si tratta di chicchi acerbi.

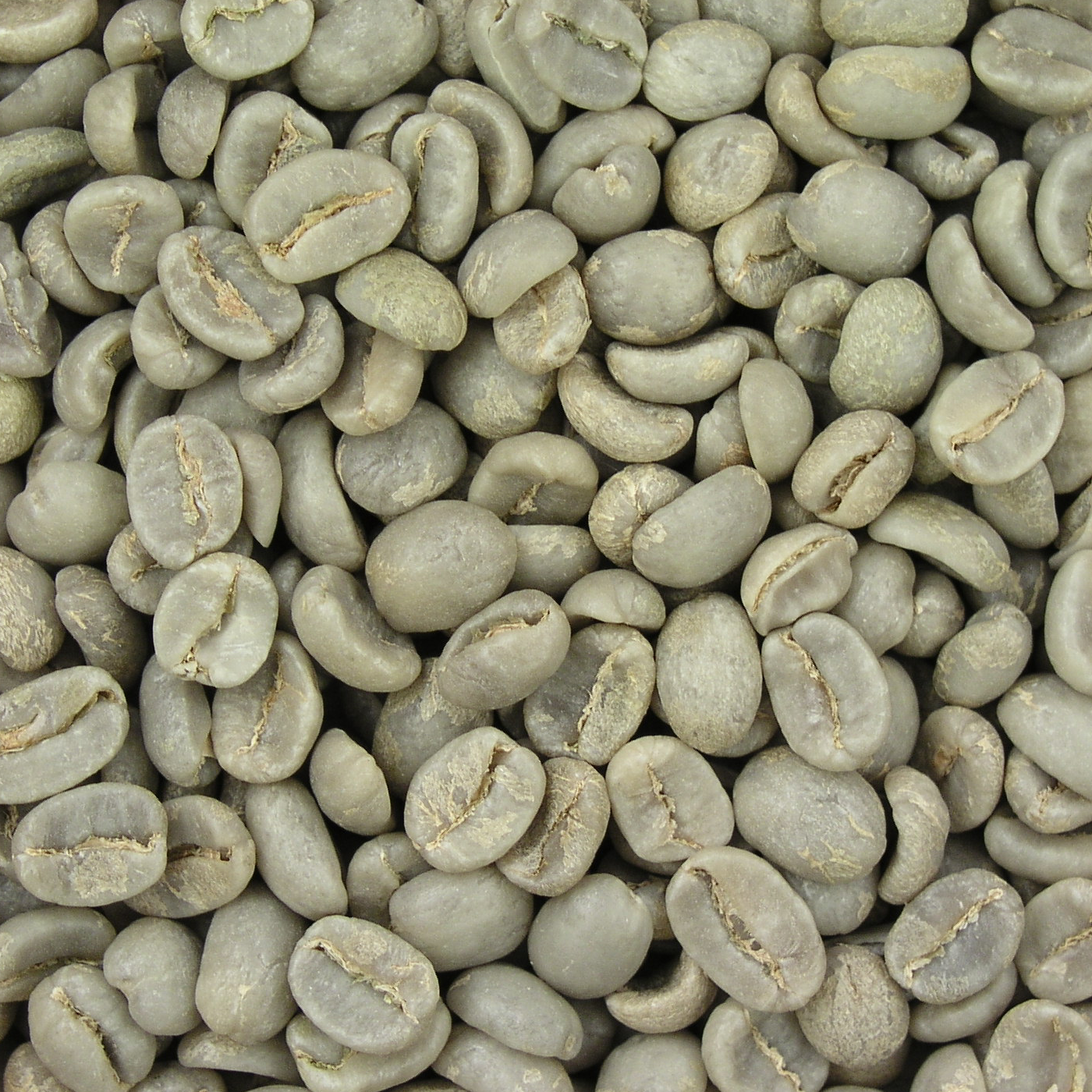
Semi di caffè verde

## Composizione
Nel caffè verde sono presenti diversi oligoelementi, fra i quali:
- Vitamine
  - Vitamine del gruppo B:
    - Vitamina B1,
    - Vitamina B2,
    - Vitamina B3,
    - Vitamina B6,
    - Vitamina B9;
- minerali:
  - Calcio,
  - Potassio,
  - Magnesio,
  - Zinco;
- polifenoli.

## Benefici
- Riduce la pressione sanguigna,
- Controlla il rilascio di glucosio nel sangue,
- Antiossidante,
- Antibatterico,
- Antinfiammatorio.

## Controindicazioni
Non superare la dose di 480 mg al giorno poiché comunque il caffè verde contiene caffeina.
Inoltre, in soggetti che presentano elevate concentrazioni di omocisteina nel sangue, il caffè verde è sconsigliato per le sue elevate quantità di acido clorogenico.